# Diocèse de Huehuetenango
Le diocèse de Huehuetenango (en latin : Dioecesis Gerontopolitana ; en espagnol : Diócesis de Huehuetenango) est un diocèse de l'Église catholique du Guatemala, suffragant de l'archidiocèse de Los Altos, Quetzaltenango-Totonicapán.

## Territoire
Il comprend le département de Huehuetenango avec un territoire d'une superficie de 7 400 km2 divisé en 30 paroisses. Le siège épiscopal est à Huehuetenango où se trouve la cathédrale de l'Immaculée-Conception.

## Histoire
La prélature territoriale de Huehuetenango est érigée le 22 juillet 1961 par la constitution apostolique Laeto auspicio du pape Jean XXIII en prenant une partie du territoire du diocèse de San Marcos. La prélature est suffragante de l'archidiocèse de Santiago de Guatemala lors de sa création.
Le 23 décembre 1967, la prélature est élevée au rang de diocèse par la constitution apostolique Solet Apostolica  du pape Paul VI.
Le 13 février 1996, le diocèse intègre la province ecclésiastique de Los Altos, Quetzaltenango-Totonicapán.

## Évêques
- Hugo Mark Gerbermann, M.M. (8 août 1961 - 22 juillet 1975)
- Victor Martínez Contreras (20 septembre 1975 - 4 avril 1987), nommé évêque de Quetzaltenango
- Julio Amílcar Bethancourt Fioravanti (10 mars 1988 - 27 avril 1996), nommé évêque de Santa Rosa de Lima
- Rodolfo Francisco Bobadilla Mata, C.M (28 septembre 1996 - 14 mai 2012)
- Álvaro Leonel Ramazzini Imeri (14 mai 2012-  ), créé cardinal le 5 octobre 2019